# 그레고리 게이

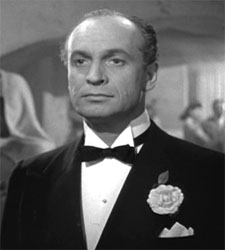

그레고리 게이(영어: Gregory Gaye, 1900년 10월 10일 ~ 1993년 8월 23일)는 러시아계 미국인 배우이다.
상트페테르부르크에서 태어났다.

## 방송
- 코만도 코디

## 영화
- 지구의 대참사 (1979년)
- 딕 트레이시 (1967년)
- 배트맨 (1966년)
- FBI (1965년)
- 히틀러 (1962년)
- 블루 하와이 (1961년)
- 오션스 일레븐 (1960년)
- 선셋 77번가 (1958년)
- 미사일 몬스터스 (1958년)
- 앤티 맘 (1958년)
- 애심(영어판) (1956년)
- 코만도 코디 (1953년)
- 세계를 그의 품안에 (1952년)
- 더 매직 카펫 (1951년)
- 북경 익스프레스 (1951년)
- 플라잉 디스크 맨 프럼 마스 (1950년)
- 언피니시드 댄스 (1947년)
- 독신남 (1947년)
- 블러드 온 더 선 (1945년)
- 송 투 리멤버 (1945년)
- 진주만 습격 (1944년)
- 마이 갤 샐 (1942년)
- 카사블랑카 (1942년)
- 다운 아젠틴 웨이 (1940년)
- 파리 허니문 (1939년)
- 삼총사 (1939년)
- 니노치카 (1939년)
- 투 핫 투 핸들 (1938년)
- 언더 유어 스펠 (1936년)
- 공작 부인 (1936년)
- 송 오브 더 플레임 (1930년)